# شكيل (الرقة)
شكيل قرية سورية تتبع ناحية سلوك في منطقة تل أبيض في محافظة الرقة. بلغ عدد سكانها 115 نسمة في عام 2004 حسب إحصاء المكتب المركزي للإحصاء.